# Pemanggilan
Pemanggilan is een bestuurslaag in het regentschap Lampung Selatan van de provincie Lampung, Indonesië. Pemanggilan telt 8113 inwoners (volkstelling 2010).